# AFC Challenge Cup 2010 (kwalifikacje)
Kwalifikacje do AFC Challenge Cup 2010 były drugimi eliminacjami do tego turnieju dla najmniej rozwiniętych piłkarskich państw AFC, tak zwanej "grupy powstającej" i składały się z dwóch rund eliminacyjnych.

## Stadiony
- Estádio Campo Desportivo, Makau (Runda preeliminacyjna)
- MFF Football Centre, Mongolia (Runda preeliminacyjna)
- Bangabandhu National Stadium, Bangladesz (Grupa A)
- Galolhu National Stadium, Malediwy (Grupa B)
- Dasarath Rangasala Stadium, Nepal (Grupa C)
- Sugathadasa Stadium, Sri Lanka (Grupa D)

## Zespoły
| - Malediwy - Sri Lanka - Nepal - Bangladesz - Turkmenistan - Mjanma - Kirgistan - Filipiny - Pakistan - Chińskie Tajpej - Kambodża - Palestyna - Brunei - Bhutan - Mongolia - Makau |

## Runda preeliminacyjna
W tej rundzie wzięły udział dwie najniżej notowane w rankingu FIFA drużyny.
| Drużyna 1                            | Wynik dwumeczu | Drużyna 2 | Pierwszy mecz | Drugi mecz |
| ------------------------------------ | -------------- | --------- | ------------- | ---------- |
| Makau                                | 3:3 (b.wyj.)   | Mongolia  | 2:0           | 1:3        |
| Po lewej gospodarz pierwszego meczu. |                |           |               |            |

| 7 kwietnia 2009 | Makau | 2:0 | Mongolia | Estádio Campo Desportivo, Makau |
|                 |       |     |          |                                 |

| 14 kwietnia 2009 | Mongolia | 3:1 | Makau | MFF Football Centre, Ułan Bator |
|                  |          |     |       |                                 |

## Faza grupowa

### Grupa A
| Reprezentacja | Pkt | M | W | R | P | Br+ | Br- | +/- |
| ------------- | --- | - | - | - | - | --- | --- | --- |
| Mjanma        | 9   | 3 | 3 | 0 | 0 | 7   | 1   | +6  |
| Bangladesz    | 6   | 3 | 2 | 0 | 1 | 5   | 2   | +3  |
| Kambodża      | 3   | 3 | 1 | 0 | 2 | 2   | 3   | -1  |
| Makau         | 0   | 3 | 0 | 0 | 3 | 1   | 9   | -8  |

| 26 kwietnia 2009 | Mjanma | 4:0 | Makau | Bangabandhu National Stadium, Dhaka |
|                  |        |     |       |                                     |

| 26 kwietnia 2009 | Kambodża | 0:1 | Bangladesz | Bangabandhu National Stadium, Dhaka |
|                  |          |     |            |                                     |

| 28 kwietnia 2009 | Makau | 1:2 | Kambodża | Bangabandhu National Stadium, Dhaka |
|                  |       |     |          |                                     |

| 28 kwietnia 2009 | Bangladesz | 1:2 | Mjanma | Bangabandhu National Stadium, Dhaka |
|                  |            |     |        |                                     |

| 30 kwietnia 2009 | Mjanma | 1:0 | Kambodża | Bangabandhu National Stadium, Dhaka |
|                  |        |     |          |                                     |

| 30 kwietnia 2009 | Bangladesz | 3:0 | Makau | Bangabandhu National Stadium, Dhaka |
|                  |            |     |       |                                     |

### Grupa B
| Reprezentacja | Pkt | M | W | R | P | Br+ | Br- | +/- |
| ------------- | --- | - | - | - | - | --- | --- | --- |
| Turkmenistan  | 9   | 3 | 3 | 0 | 0 | 15  | 1   | +14 |
| Malediwy      | 6   | 3 | 2 | 0 | 1 | 9   | 5   | +4  |
| Filipiny      | 3   | 3 | 1 | 0 | 2 | 3   | 8   | -5  |
| Bhutan        | 0   | 3 | 0 | 0 | 3 | 0   | 13  | -13 |

| 14 kwietnia 2009 | Turkmenistan | 3:1 | Malediwy | Galolhu National Stadium, Malé |
|                  |              |     |          |                                |

| 14 kwietnia 2009 | Filipiny | 1:0 | Bhutan | Galolhu National Stadium, Malé |
|                  |          |     |        |                                |

| 16 kwietnia 2009 | Malediwy | 3:2 | Filipiny | Galolhu National Stadium, Malé |
|                  |          |     |          |                                |

| 16 kwietnia 2009 | Bhutan | 0:7 | Turkmenistan | Galolhu National Stadium, Malé |
|                  |        |     |              |                                |

| 18 kwietnia 2009 | Turkmenistan | 5:0 | Filipiny | Galolhu National Stadium, Malé |
|                  |              |     |          |                                |

| 18 kwietnia 2009 | Bhutan | 0:5 | Malediwy | Galolhu National Stadium, Malé |
|                  |        |     |          |                                |

#### Grupa C
| Reprezentacja | Pkt | M | W | R | P | Br+ | Br- | +/- |
| ------------- | --- | - | - | - | - | --- | --- | --- |
| Kirgistan     | 2   | 2 | 0 | 2 | 0 | 2   | 2   | 0   |
| Nepal         | 2   | 2 | 0 | 2 | 0 | 1   | 1   | 0   |
| Palestyna     | 2   | 2 | 0 | 2 | 0 | 1   | 1   | 0   |

Kirgistan zajął pierwsze miejsce w grupie z uwagi na największą liczbę strzelonych bramek. Drugie miejsce przypadło Nepalowi, gdyż zawodnicy tej drużyny mieli mniej kartek niż zawodnicy z Palestyny (Nepal - 1, Palestyna - 3).
| 26 marca 2009 | Nepal | 0:0 | Palestyna | Dasarath Rangasala Stadium, Kathmandu |
|               |       |     |           |                                       |

| 28 marca 2009 | Kirgistan | 1:1 | Nepal | Dasarath Rangasala Stadium, Kathmandu |
|               |           |     |       |                                       |

| 30 marca 2009 | Kirgistan | 1:1 | Palestyna | Dasarath Rangasala Stadium, Kathmandu |
|               |           |     |           |                                       |

#### Grupa D
| Reprezentacja   | Pkt | M | W | R | P | Br+ | Br- | +/- |
| --------------- | --- | - | - | - | - | --- | --- | --- |
| Sri Lanka       | 7   | 3 | 2 | 1 | 0 | 9   | 4   | +5  |
| Pakistan        | 5   | 3 | 1 | 2 | 0 | 9   | 3   | +6  |
| Chińskie Tajpej | 4   | 3 | 1 | 1 | 1 | 7   | 3   | +4  |
| Brunei          | 0   | 3 | 0 | 0 | 3 | 1   | 16  | -15 |

| 4 kwietnia 2009 | Sri Lanka | 5:1 | Brunei | Sugathadasa Stadium, Colombo |
|                 |           |     |        |                              |

| 4 kwietnia 2009 | Pakistan | 1:1 | Chińskie Tajpej | Sugathadasa Stadium, Colombo |
|                 |          |     |                 |                              |

| 6 kwietnia 2009 | Brunei | 0:6 | Pakistan | Sugathadasa Stadium, Colombo |
|                 |        |     |          |                              |

| 6 kwietnia 2009 | Chińskie Tajpej | 1:2 | Sri Lanka | Sugathadasa Stadium, Colombo |
|                 |                 |     |           |                              |

| 8 kwietnia 2009 | Chińskie Tajpej | 5:0 | Brunei | Sugathadasa Stadium, Colombo |
|                 |                 |     |        |                              |

| 8 kwietnia 2009 | Sri Lanka | 2:2 | Pakistan | Sugathadasa Stadium, Colombo |
|                 |           |     |          |                              |

### Tabela drugich miejsc
W tabeli zestawiono drużyny z drugich miejsc z każdej grupy. Ponieważ w grupie C były tylko 3 zespoły, drużynom z grup A, B i D nie zaliczono meczów z drużynami, które zajęły czwarte miejsca. Najlepsza drużyna awansowała do turnieju głównego. W przypadku takiej samej liczby punktów brany był pod uwagę bilans bramkowy.
| Grupa | Reprezentacja | Pkt | M | W | R | P | Br+ | Br- | +/- |
| ----- | ------------- | --- | - | - | - | - | --- | --- | --- |
| A     | Bangladesz    | 3   | 3 | 1 | 0 | 1 | 2   | 2   | 0   |
| B     | Malediwy      | 3   | 3 | 1 | 0 | 1 | 4   | 5   | -1  |
| D     | Pakistan      | 2   | 2 | 0 | 2 | 0 | 3   | 3   | 0   |
| C     | Nepal         | 2   | 2 | 0 | 2 | 0 | 1   | 1   | 0   |

## Strzelcy
| 5 goli - Safiullah Khan - Kasun Jayasuriya 4 gole - Ibrahim Fazeel 3 gole \| - Chen Po-liang - Ali Ashfaq - Döwletmyrat Ataýew - Berdi Şamyradow \| 2 gole - Enamul Hoque - Mohammed Zahid Hossain - Huang Wei-yi - Mirlan Murzaev - Chan Kin Seng - Pai Soe - Yazar Win Thein - Adnan Ahmed - Chad Gould - Rohana Ruwan Thilaka - Arif Mirzoýew - Mekan Nasyrow - Didargylyç Urazow 1 gol - Mohd Mamunul Islam - Kamarul Ariffin Ramlee - Keo Sokngon - Teab Vathanak - Chang Han - Kuo Chun-yi - Che Chi Man - Leong Chong In - Mukhthar Naseer - Mohamed Umair - Murun Altankhuyag - Donorovyn Lkhümbengarav - Khin Maung Lwin - Myo Min Tun - Pyaye Phyo Oo - Biraj Maharjan - Atif Bashir - Jadid Khan Pathan - Said Al-Sobakhi - Alexander Borromeo - Asmeer Lathif Mohamed - S. Sanjeev - Gahrymanberdi Çoňkaýew - Ruslan Mingazow Gole samobójcze - Geofredo (przeciwko Mongolii) - Anton del Rosario (przeciwko Turkmenistanowi) |
| - Chen Po-liang - Ali Ashfaq - Döwletmyrat Ataýew - Berdi Şamyradow |